# Ceylalictus formosicola
Ceylalictus formosicola är en biart som beskrevs av Embrik Strand 1913. Ceylalictus formosicola ingår i släktet Ceylalictus och familjen vägbin. Inga underarter finns listade i Catalogue of Life.